# Deh Now-ye Kīzavak
Deh Now-ye Kīzavak är en ort i Iran.   Den ligger i provinsen Khuzestan, i den centrala delen av landet, 500 km söder om huvudstaden Teheran. Deh Now-ye Kīzavak ligger 931 meter över havet och antalet invånare är 387.
Terrängen runt Deh Now-ye Kīzavak är bergig åt sydväst, men åt nordost är den kuperad. Runt Deh Now-ye Kīzavak är det ganska glesbefolkat, med 38 invånare per kvadratkilometer. Närmaste större samhälle är Dehdez, 14,6 km norr om Deh Now-ye Kīzavak. Omgivningarna runt Deh Now-ye Kīzavak är i huvudsak ett öppet busklandskap.